# رائد غنيم
رائد أحمد محمد غنيم ويشتهر رائد غنيم (مواليد 20 سبتمبر 1978 في النصيرات، فلسطين) هو كاتب ومهندس فلسطيني.

## دراسته
حصل على بكالوريوس الهندسة المدنية من الجامعة الإسلامية بغزة عام 2002، وعلى بكالوريوس التربية من جامعة القدس المفتوحة في غزة عام 2008، وعلى درجة الماجستير في العقيدة الإسلامية من الجامعة الإسلامية بغزة عام 2012.

## مؤلفاته
- «بين اليوم وغدًا: عندما خسرت أبي» (رواية)، 2011[4]
- «أحلام برزخية» (رواية)، 2012[5]
- «يوم أعماني الدخان» (رواية)، 2012[6]
- «سباق فوق سطح البحر» (رواية)، 2012
- «صهيل المستحيل… سيرة الشهيد نضال محمد حسان»، 2015

## جوائز وتكريمات
- جائزة القدس الإبداعية للقصة القصيرة، لجنة القدس عاصمة الثقافة العربية، عن المجموعة القصصية: «بعيداً عن القدس»، 2009[1][3]
- جائزة القصة القصيرة لمسابقة الجامعات الفلسطينية، المنتدى التربوي رفح، ملف القدس عاصمة الثقافة العربية، عن قصة «غريب في القدس»، 2009[1][3]
- جائزة فلسطين للرواية، الدورة الأولى، الجائزة الثانية، عن رواية «عندما خسرت أبي»، 2010[7]
- جائزة ناجي نعمان الأدبية للسرد القصصي، عن المجموعة القصصية «ليس إلا أنت الآن»، 2011[1][3]
- جائزة فلسطين للإبداع الشبابي، وزارة الثقافة الفلسطينية، عن رواية «سباق فوق سطح البحر»، 2012[1][3]
- جائزة كلية الدراسات الإسلامية بمؤسسة قطر للتربية والعلوم وتنمية المجتمع، 2014[8][9]